# 高須シヅ
高須 シヅ（たかす シヅ、1944年12月15日 - 2010年3月29日）は、日本の産婦人科医・美容外科医。「YES!高須クリニック」の生みの親。旧姓は星野。

## 来歴
愛知県生まれ。夫である高須クリニック院長高須克弥とは昭和大学医学部時代の同級生。共に愛知県三河地方の医者の子女として生まれた。学生時代より高須との交際を始め、後に結婚。昭和大学病院産婦人科勤務を経て、夫・克弥と1974年に創設した高須クリニックグループの実質経営者として活動した。
1999年に、有色人種には不可能と信じられていた、劇薬で熱傷を作って再生させる、肌の若返り手術「ハードケミカルピール」を日本で初めて、夫・克弥の顔を使って実験し、成功した。また自らも体を張って、夫の考案した美容外科技術実験に協力し多くの貢献を果たした。学会活動にも意欲的で、3人の息子を含む多くの美容外科医師を指導した。アメリカ脂肪吸引学会会長も務めた。
2010年（平成22年）3月29日、転移性肺癌により死去。65歳没。
趣味は競馬とゴルフであり、死後も夫の高須克弥により名古屋競馬場では命日に合わせて「高須シヅ記念杯」という競馬が開催され、2017年までに開催4回を数えている。

## 著書
以下、全て高須克弥との共著
- 『シミ・しわ・たるみを自分で直す本』（KKベストセラーズ）ISBN 978-4584189306
- 『ドクター高須の頭髪革命』（早稲田出版刊）ISBN 978-4898271964
- 『ドクター高須の脱毛クリニック―短期間らくらく!レーザー医療脱毛』1997年　早稲田出版　ISBN 978-4584010617

## 所属・資格
- 日本美容外科学会専門医[1]
- 日本美容外科医師会誌編集委員[1]
- 日本レーザー医学会認定医
- サーマクール認定医
- 日本産婦人科学会認定医[1]
- 母体保護指定医[1]
- アメリカ美容外科学会会員[1]
- 国際レーザー学会会員[1]
- アメリカ脂肪吸引学会会員[1]